# Blepephaeus bangalorensis
Blepephaeus bangalorensis là một loài bọ cánh cứng trong họ Cerambycidae.